# Santa Sabina (álbum)
Santa Sabina es el álbum debut de la banda mexicana homónima. Fue publicado en 1992 por Culebra Records y BMG Ariola.

## Información general
Luego de firmar contrato con BMG Ariola y con Culebra Records, el exguitarrista de Caifanes Alejandro Marcovich produjo el primer álbum de la banda que incluyó varios de sus éxitos más importantes, como «¿Qué te paso?», «Labios mojados», «Chicles» y «Azul casi morado», estos dos últimos fueron sencillos en la radio.

## Lista de canciones
| Lista de canciones |                           |                                           |          |  |
| N.º                | Título                    | Escritor(es)                              | Duración |  |
| 1.                 | «No Me Alcanza El Tiempo» | Santa Sabina                              | 2:56     |  |
| 2.                 | «Azul Casi Morado»        | Santa Sabina                              | 4:12     |  |
| 3.                 | «Gasto De Saliva»         | Santa Sabina                              | 4:42     |  |
| 4.                 | «Vacío»                   | Santa Sabina                              | 4:53     |  |
| 5.                 | «Siente La Claridad»      | Santa Sabina                              | 3:46     |  |
| 6.                 | «A La Orilla Del Sol»     | Santa Sabina / Letra: Adriana Díaz Enciso | 5:18     |  |
| 7.                 | «¿Qué Te Pasó?»           | Santa Sabina                              | 3:22     |  |
| 8.                 | «Chicles»                 | Santa Sabina                              | 1:43     |  |
| 9.                 | «Mirrota»                 | Santa Sabina                              | 4:52     |  |
| 10.                | «Sueño De Agua»           | Santa Sabina                              | 5:57     |  |
| 11.                | «Partido En Tres»         | Santa Sabina                              | 2:29     |  |
| 12.                | «Yo Te Ando Buscando»     | Santa Sabina                              | 3:50     |  |
| 13.                | «Labios Mojados»          | Santa Sabina                              | 2:19     |  |

## Posicionamiento en listas
| Publicación   | País           | Premio                                                  | Año  | Puesto |
| ------------- | -------------- | ------------------------------------------------------- | ---- | ------ |
| Alborde       | Estados Unidos | Los 250 álbumes más importantes del Rock Iberoamericano | 2006 | 113    |
| Region Cuatro | México         | Los 70 mejores discos de México                         | 2011 | 34     |